# Mama (2013)
Mama ist ein spanisch-kanadischer Horrorfilm von Andrés Muschietti aus dem Jahr 2013.
Der Film handelt von zwei kleinen Mädchen, die jahrelang allein im Wald lebten und von einem Wesen versorgt wurden, das sie „Mama“ nennen. Seit ihrer Auffindung leben die Schwestern bei ihrem Onkel und dessen Partnerin, wohin sie anscheinend von „Mama“ begleitet wurden. Die Weltpremiere fand am 18. Januar 2013 statt. Der Film wurde von J. Miles Dale, Barbara Muschietti und Guillermo del Toro produziert. Zu den Hauptdarstellern zählen Jessica Chastain, Nikolaj Coster-Waldau, Megan Charpentier und Isabelle Nélisse. Es handelt sich um eine Neuverfilmung des gleichnamigen Kurzfilmes.

## Handlung
Im Zuge der Finanzkrise 2008 tötet ein Geschäftsmann namens Jeffrey seine Ehefrau und seine Geschäftspartner. Mit seinen beiden Töchtern, der zu diesem Zeitpunkt dreijährigen Victoria und ihrer einjährigen Schwester Lilly, flieht er in einen Wald, wo er einen Verkehrsunfall verursacht, den alle drei jedoch überleben. Sie begeben sich danach in eine abgeschiedene Hütte. Der verzweifelte Jeffrey entzündet ein Feuer im Kamin, dann will er erst seine Kinder erschießen, danach sich selbst. Als er abzudrücken versucht, wird er von einer schattenhaften Gestalt in die Luft gehoben und mit seiner eigenen Krawatte erwürgt. Victoria, die sich umgedreht hatte, kann nichts erkennen, weil ihr Vater zuvor ihre bei dem Unfall beschädigte Brille abgenommen hatte. Während die Kinder verängstigt vor dem Feuer im Kamin kauern, wirft ihnen die schattenhafte Gestalt eine reife Kirsche hin.
Fünf Jahre später werden sie in verwildertem Zustand von zwei Männern gefunden, die ihr Onkel Lucas, Jeffreys Zwillingsbruder, vor Jahren mit der Suche beauftragt hatte. Die Mädchen werden in eine Wohlfahrtsklinik gebracht, die von Dr. Gerald Dreyfuss geleitet wird. Dreyfuss versichert Lucas und seiner Lebensgefährtin Annabel, ihren Sorgerechtsantrag gegenüber der Großtante der Mädchen, Jean Podolski, zu unterstützen. Er ist von den Bildern fasziniert, welche die Mädchen von einem mysteriösen Charakter namens „Mama“ angefertigt haben. Mit diesem (für Dr. Dreyfuss unsichtbaren) Wesen reden und spielen die beiden.
Eines Nachts, während eines intimen Moments zwischen Lucas und Annabel, wird Annabel von einer schattenhaften Gestalt im Türrahmen des Schlafzimmers geängstigt. Als Lucas diesem Vorfall auf den Grund gehen will, wird er von „Mama“ attackiert, stürzt die Treppe herunter und fällt in einen komatösen Zustand. Annabel, nicht mit den Mädchen verwandt, muss sich nun alleine um diese kümmern, während „Mama“ ihre Besuche fortsetzt. Was das Verhalten der beiden Mädchen betrifft, kann Annabel bei Victoria Fortschritte erzielen, doch Lilly steht ihr weiterhin feindselig gegenüber. Alarmiert durch Albträume und einer Warnung über „Mamas Eifersucht“, bittet Annabel Dr. Dreyfuss um weitere Nachforschungen.
Dr. Dreyfus argwöhnt zunächst, „Mama“ könnte ein Alter Ego von Victoria sein, eine Erfindung des Mädchens, weil es in den einsamen Jahren die Mutterrolle übernehmen musste. Jedoch untermauern seine Nachforschungen Victorias Geschichte, dass Mama eine verstörte Mutter ist, die einst von ihrem Kind getrennt wurde. Er bringt die Geschichte von Edith Brennan ans Licht, einer Psychiatrie-Patientin, die im 19. Jahrhundert lebte. In einem forensischen Lagerhaus findet Dreyfuss eine Schachtel mit Überresten eines Säuglings und hat seine erste Begegnung mit Mama während einer Sitzung mit Victoria.
Annabel hat unterdessen einen Albtraum von Mamas Vergangenheit: Mama, sprich: Edith Brennan, sollte wegen einer Geisteskrankheit in einer Psychiatrie untergebracht werden, der Säugling wurde ihr von Nonnen weggenommen. Edith konnte sich jedoch befreien, sie erstach die Mutter Oberin und rannte mit ihrem Kind weg. Auf ihrer Flucht gelangte sie an eine hohe Klippe. Eingekesselt sprang Edith aus Verzweiflung von der Klippe. Während des Sturzes wurde das Kind durch den Aufprall auf einen Ast erschlagen, während die Frau ins Wasser fiel und ertrank. Annabel schlussfolgert, dass Mama nie erfahren hat, was mit ihrem Kind passiert ist und sich seitdem auf der Suche nach diesem befindet. In Victoria und Lilly sieht sie offensichtlich einen Ersatz.
Lucas kommt wieder zu Bewusstsein, nachdem er eine verstörende Vision von seinem toten Bruder Jeffrey gehabt hat, der ihm erzählt, er solle in die Hütte im Wald gehen. Annabel und die Mädchen werden unterdessen von Jean besucht. Diese versucht, Annabel wegen Kindesmissbrauchs anzuzeigen, nachdem sie einige Blessuren an den Mädchen entdeckt hat. Während Victoria Annabel immer mehr vertraut und sich ihr annähert, bevorzugt Lilly weiterhin die Nähe von „Mama“.
Dr. Dreyfuss sucht die Waldhütte auf, um die Existenz von „Mama“ zu beweisen. Bei dem Versuch, sie zu fotografieren, wird er von ihr umgebracht. Nachdem Annabel bemerkt hat, dass er vermisst wird, stiehlt sie die Akten der Mädchen aus Dreyfuss’ Büro. Sie kommt zu dem Schluss, dass Edith und „Mama“ dieselbe Person sind. Währenddessen verlässt Lucas das Krankenhaus, um sich auf die Suche nach der Hütte zu machen. Nachdem Victoria Annabel ihr Vertrauen gezeigt hat, werden Annabel und die Mädchen von der eifersüchtigen Mama angegriffen. Unterdessen betritt Tante Jean das Haus, um den angeblichen Kindesmissbrauch zu dokumentieren. „Mama“ übernimmt den Körper von Tante Jean, überwältigt Annabel und entkommt mit den Mädchen. Als Annabel wieder zu Bewusstsein kommt, greift sie sich die Kiste mit den Überresten von Mamas Kind und begibt sich in den Wald, wo sie auf Lucas trifft.
Das Paar erspäht die Mädchen auf einer nahen Klippe, wo Mama (die Jean inzwischen umgebracht hat) sich darauf vorbereitet, ihren Selbstmord noch einmal zu durchleben und Victoria und Lilly dabei mit hinab in die Tiefe zu reißen. Als Lucas dazwischengehen will, wird er durch Mamas übernatürliche Kräfte bewusstlos geschlagen.
Annabel bietet Mama die Überreste ihres leiblichen Kindes an und Mamas aufgewühlte Seele durchläuft eine friedvolle Transformation, wodurch sie zu ihrer menschlichen Form zurückfindet. In diesem Moment ruft aber Lilly nach ihr, und Mama verwandelt sich erneut in ihre bösartige Form und greift an. Die Überreste ihres leiblichen Kindes wirft sie über die Klippe. Nach einem verzweifelten Kampf gelingt es Annabel, sich an Victoria zu klammern und diese festzuhalten. Als Mama erneut auf Annabel losgeht, stellt sich Victoria dazwischen und gesteht Mama, dass sie Annabel mehr liebt.
Danach verabschiedet sich Victoria von Lilly. Mama umhüllt sich und Lilly mit einer Art Kokon und springt von der Klippe. Hierbei trifft sie auf denselben Ast, der im 19. Jahrhundert ihr Kind getötet hat. Beim Einschlag verwandeln sich Mama und Lilly in einen Schwarm Motten. Während Victoria Annabel und Lucas umarmt, landet ein blau-schwarzer Schmetterling auf ihrer Hand, in dem sie Lilly erkennt.

## Hintergrund
Nachdem 2008 der Horror-Kurzfilm Mamá für Furore sorgte, wurde Andrés Muschietti durch Guillermo del Toro als Produzent ein Budget von 15 Millionen US-Dollar für eine abendfüllende Version von Mama mit Jessica Chastain und Nikolaj Coster-Waldau zur Verfügung gestellt.
Nach einem in seinem Besitz befindlichen Gemälde des italienischen Malers Modigliani gestaltete der Regisseur das äußere Erscheinungsbild der Titelfigur.
Als Inspiration für die Handlung des Filmes diente vorrangig die lateinamerikanische Legende der La Llorona. Sie beschreibt den von Neid und Missgunst getriebenen Geist einer Mutter, die ihre eigenen Kinder ertränkt haben soll und nun anderen Familien deren Kinder wegnimmt.

## Produktion
Der Film wurde ab dem 3. Oktober 2011 in den Pinewood Toronto Studios gedreht. Die Dreharbeiten endeten am 18. Dezember 2011. Einige Filmteile wurden in Quebec aufgenommen. Die Premiere wurde von Oktober 2012 auf den 18. Januar 2013 verschoben.

## Rezeption
Mama erzielte am ersten Wochenende einen Umsatz von 28,1 Millionen US-Dollar, an dem der Film in 2647 Kinos gelaufen ist. Bis zum 4. April 2013 setzte der Film 130 Millionen US-Dollar um und wurde hiermit zu einem Erfolg. Der Film erzielte überwiegend positive Kritiken. Er erreichte 65 % bei Rotten Tomatoes.
Das Lexikon des internationalen Films urteilt, die Filmproduktion sei ein „düsterer, in Ansätzen atmosphärischer Horrorfilm“. Allerdings würden „die guten Ansätze der Story […] durch ein pathetisches Finale“ eine Banalisierung erfahren. Zudem werden „dramaturgische und inszenatorische Ungereimtheiten“ bemängelt.